# اوسونس
اوسونس (به فرانسوی: Aussonce) یک کمون در فرانسه است که در canton of Juniville واقع شده‌است. اوسونس ۱۹٫۱۴ کیلومتر مربع مساحت دارد ۸۶ متر بالاتر از سطح دریا واقع شده‌است.